# Pickford's House Museum
La Pickford's House Museum of Georgian Life and Costume és una casa-museu d'estil georgià situada a Derby (Anglaterra).

## Història
La Pickford's House, al No 41 Friar Gate, és una elegant casa en filera d'estil georgià construïda pel destacat arquitecte Joseph Pickford el 1770 per a la seva pròpia família.
Quan Pickford morí va deixar la casa en mans del pastor Joseph Pickford, qui ampliar l'edifici i el va dividir en dues propietats. Ell va deixar en el seu testament la casa al seu cosí William Pickford el 1844. De seguida William va hipotecar la casa i el 1850 se la va vendre a William Evans (1788–1856), polític del Partit Whig anglès, que visqué al Allestree Hall. El seu fill, Thomas William Evans, que també era polític, va vendre la casa el 1879 a Frederick Ward, que la vengué a W.S.Curgenven, que va ser el primer d'un seguit de cirurgians que van posseir-la. El 1977 la casa va pujar des del Grau I al Grau II com a monument classificat britànic. Va ser comprada el 1982 per l'Ajuntament de Derby, que no va donar suficient atenció al seu estat com a monument i van treure'n les xemeneies, els terres i les parets sense l'autorització prèvia necessària.

## Museu

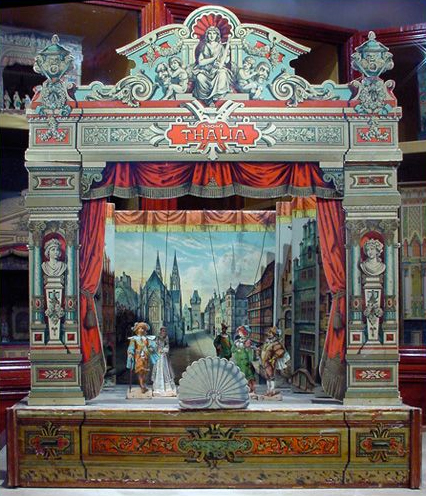
Un teatre de joguina que es trobava a la col·lecció del museu el 2011.

El museu, inaugurat el 1988, mostra la qualitat de vida d'un membre de les professions de l'època georgiana tardana. La planta baixa està decorada com podria haver estat en el temps que va viure Joseph Pickford, juntament amb una mostra de vestits del segle xviii i XIX. El museu també allotja una col·lecció de teatres de joguina que van ser col·leccionats per Frank Bradley.
"La Casa de Pickford" estava pensada per exposar la feina del seu propietari, arquitecte, amb la intenció d'aconseguir contactes nous. Era alhora la seva residència familiar. A diferència de moltes cases obertes al públic, el propietat no era un membre de l'aristocràcia, sinó un professional. El relatiu luxe de l'habitació i el bany dels Pickford, decorat igual com era el 1815, es pot comparar amb les habitacions dels criats, de la planta superior. La casa també compta amb cuina, rebost i bugaderia que es mantenen com ho haurien estat el 1830. A la part posterior de l'edifici hi havia un pati accessible per un camí d'entrada a la dreta de la propietat. El celler està decorat com un refugi antiaeri de la dècada del 1940.
És administrada per l'Ajuntament de Derby, que n'és l'amo.